# Бузівка (Самарівський район)
Бу́зівка — село в Україні, у Личківській сільській громаді Самарівського району Дніпропетровської області. Населення за переписом 2001 року становить 852 особи.

## Географія
Село Бузівка розташоване між річкою Оріль та каналом Дніпро — Донбас (в обох випадках на лівому березі, тому що вони течуть в протилежні сторони) на півночі області на межі з Харківською областю. Примикає до села Йосипівка, за 2,5 км від села Ковпаківка. Річка в цьому місці звивиста, утворює лимани, стариці і заболочені озера. Через село проходить автомобільна дорога Т 0412.

## Історія

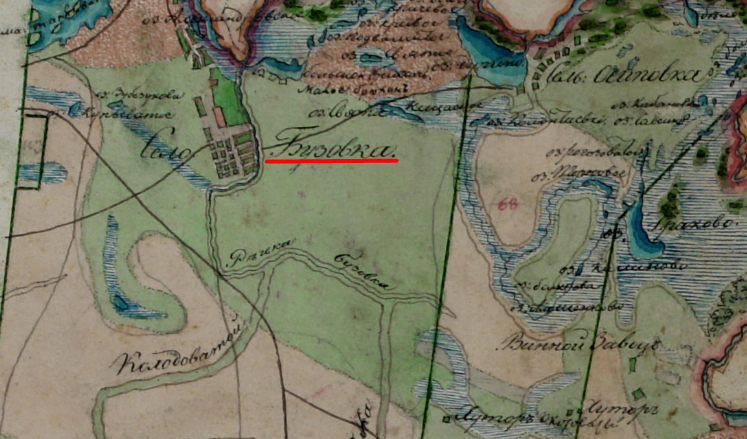
Бузівка, 1790 р.

Бузівка заснована наприкінці 17 століття, точна дата заснування невідома.
Відомо, що в часи Запоріжської Січі, тут було декілька зимівниківта хуторів, де жили козаки. Займались, переважно, бджільництвом, рибальством та випасали худобу.
В 1779 році, ця територія була передана капітану Луганського пікінерського полку, Дмитру Васильовичу Черткову, як рангова дача. В 1779 році Дмитро Васильович, розпочав будівництво церкви Святого Дмитрія Ростовського. 7 листопада 1780 року Свято-Дмитріївську церкву було освячено та відкрито для прихожан.
Станом на 22 квітня 1779 року в селищі налічується 81 двір в яких проживає 468 селян, з яких 253 чоловіка і 215 жінок. Також говориться, що всі жителі є вільними. За походженням більшість є малоросами, частина з Речі Посполитої і ще частина з поселень бувших запорожців.
Станом на 1859 рік в Бузівці було 8 дворів в яких проживало 70 осіб, з яких 33 чоловіка та 37 жінок.
1886 року тут мешкало 431 осіб, було 85 дворів, волосне правління, 1 православна церква. Слобода Бузівка була центром Бузівської волості.
В роки радянської влади у Бузівці розміщувалась центральна садиба колгоспу «Перемога».
До 2017 року було центром  Бузівської сільської ради.
У Бузівці працюють середня загальноосвітня школа, дитсадок, фельдшерсько-акушерський пункт, будинок культури, бібліотека.

## Населення
Згідно з переписом УРСР 1989 року чисельність наявного населення села становила 1073 особи, з яких 500 чоловіків та 573 жінки.
За переписом населення України 2001 року в селі мешкало 850 осіб.

### Мова
Розподіл населення за рідною мовою за даними перепису 2001 року:
| Мова       | Відсоток |
| ---------- | -------- |
| українська | 91,31 %  |
| російська  | 7,75 %   |
| білоруська | 0,12 %   |
| молдовська | 0,12 %   |
| інші       | 0,70 %   |

## Об'єкти соціальної сфери
- Школа.
- Дитячий садочок.
- Будинок культури.
- Фельдшерсько-акушерський пункт.

## Люди
В селі народився Курінний Олександр Авакумович (1865—1944) — український художник.